# 新開渧観
新開 渧観（しんかい ていかん、1883年（明治16年）8月5日 - 没年不詳）は、日本の内務官僚。福岡県八幡市長。神奈川県小田原町長。茨城県日立市長。

## 経歴
熊本県熊本市出身。1900年（明治33年）に第五高等学校に入学し、1903年（明治36年）に卒業。その後、東京帝国大学法科大学に入学し、1908年（明治41年）に卒業し、同年11月、文官高等試験行政科試験に合格した。群馬県警視、同事務官、栃木県理事官、宮崎県警察部長、岩手県警察部長、愛知県警察部長などを歴任。1921年（大正10年）からは石川県内務部長を務めた。
退官後の1926年（大正15年）には八幡市長に就任した。1935年（昭和10年）には小田原町長に選ばれ、さらに1941年（昭和16年）から1945年（昭和20年）まで日立市長を務めた。
日立市長退任後に公職追放となった
。